# Józef Tuliszkowski

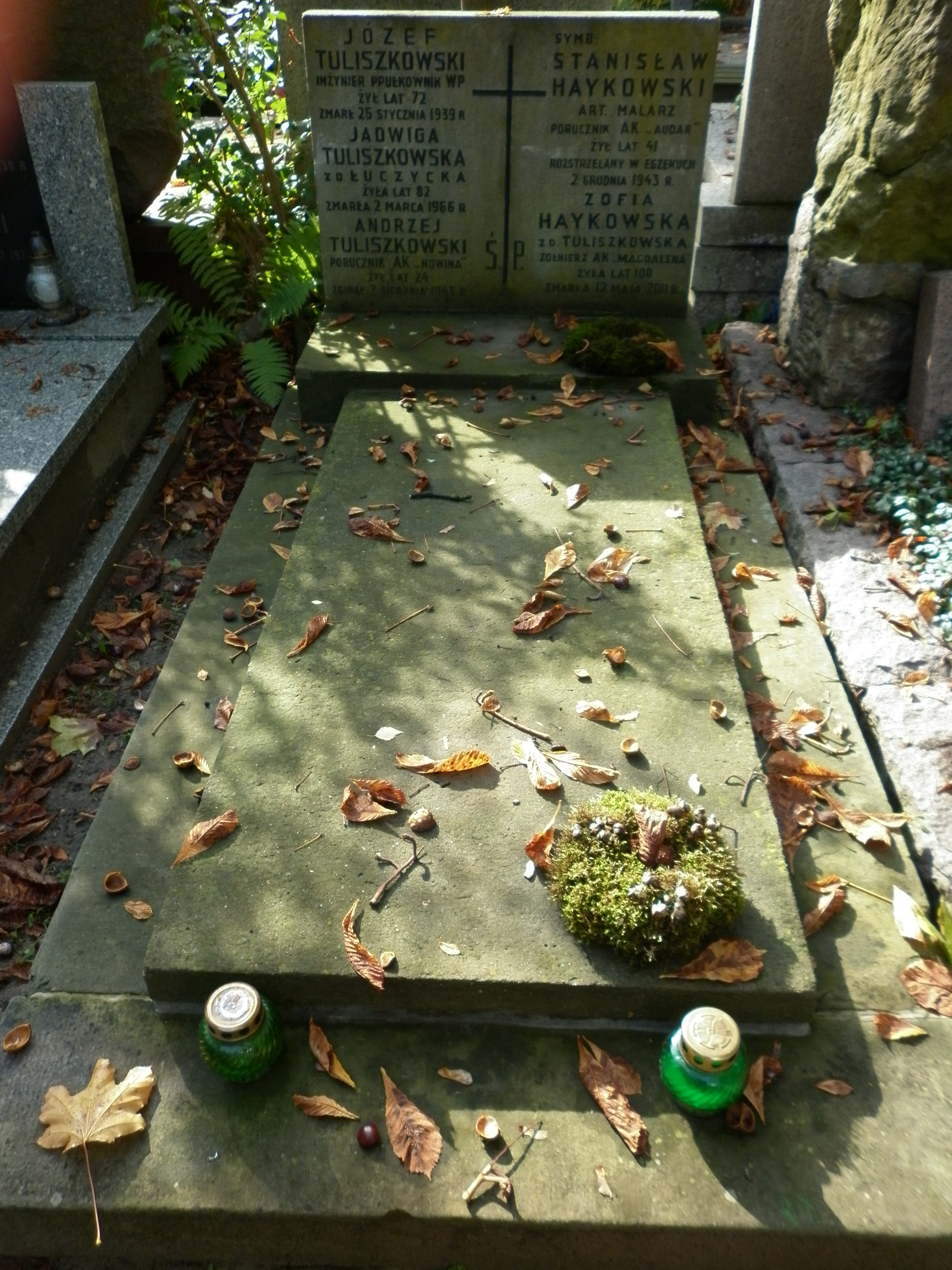
Grób Józefa Tuliszkowskiego na cmentarzu Wojskowym na Powązkach w Warszawie

Józef Tuliszkowski (ur. 4 lutego 1867 w Radziwiłłowie, zm. 26 stycznia 1939 w Warszawie) – polski inżynier pożarnik, twórca obrony przeciwpożarowej, autor wielu publikacji z zakresu pożarnictwa, podpułkownik saperów Wojska Polskiego. Jego imieniem nazwane jest Centrum Naukowo-Badawcze Ochrony Przeciwpożarowej Państwowej Straży Pożarnej.

## Życiorys
Józef Tuliszkowski dorastał w polskiej ziemiańskiej rodzinie w zaborze rosyjskim na Wołyniu. Atmosfera patriotyzmu rodzinnego domu zaowocowała czynnym udziałem w konspiracji, gdyż już jako gimnazjalista założył Koło Przyszłych Powstańców. Był członkiem Ligi Polskiej. Podczas studiów na Politechnice w Rydze (1891–1897) wstąpił do korporacji akademickiej Welecja – patriotycznej, polskiej organizacji, w której spotkał się m.in. z Ignacym Mościckim.
Interesował się pożarnictwem, w czasie studiów wstąpił potajemnie do Ochotniczej Straży Pożarnej w Rydze, gdzie pracował 6 lat przechodząc przez wszystkie szczeble służby. Studia skończył w 1897 otrzymując tytuł inżyniera mechanika budowy maszyn oraz specjalisty z dziedziny pożarnictwa i budownictwa. Następnie pracował m.in. w miejskiej straży ogniowej w Rydze, współorganizował ochotniczą straż pożarną w Kijowie, gdzie również dowodził podczas akcji gaśniczych. Zajmował się również bezpieczeństwem pożarowym, w konkursie na projekt odbudowy po pożarze wielkiej cukrowni zdobył dwa pierwsze miejsca.
W 1903 roku przeniósł się do Warszawy. Nawiązał również kontakty z jednostkami straży pożarnej w Niemczech i Austrii oraz zwiedził fabryki sprzętu pożarniczego, m.in. Magirusa, Knausta i Brauna. Dzięki tej wymianie doświadczeń Tuliszkowski po powrocie do kraju zmodernizował sikawkę strażacką, ulepszył drabinę pożarniczą, opracował nowy typ kasku, hełm dymowy, zatrzaśnik i podpinkę. Obok starań nad unowocześnieniem wyposażenia straży pożarnej, pracował także nad zmianą postrzegania bezpieczeństwa pożarowego wśród cywili. Organizował m.in. ćwiczenia strażackie w szkołach, tworzył nowe jednostki ochotniczej straży pożarnej (które jednocześnie prowadziły działalność konspiracyjną i oświatową, gromadziły broń).
W latach 1906–1910 pracował w Fabryce Wyrobów Drzewnych w Zwierzyńcu Lubelskim pracując dalej nad ulepszeniem narzędzi pożarniczych. Opracował wówczas sygnalizację gestową oraz napisał pionierski podręcznik dla strażaków "Walka z pożarem" (1909).
W 1910–1915 pracował w Centralnym Towarzystwie Rolniczym w Warszawie. Do jego zadań należały szkolenia ludności w terenie. Odwiedził 700 miejscowości, gdzie uczył zasad bezpieczeństwa pożarowego, propagował budownictwo niepalne i zachęcał do tworzenia lokalnych ochotniczych straży pożarnych.
W latach 1915–1918 został komendantem Warszawskiej Straży Ogniowej. Pracę w zmieniających się warunkach geopolitycznych (I wojna światowa, zmiana granic i nadzieja na niepodległą Polskę) rozpoczął od odbudowy organizacji, doposażenia jej w sprzęt (zagrabiony przez Rosjan) oraz wprowadzenia pierwszego samochodu pożarniczego do pracy strażaków. W 1916 współzorganizował I Ogólnokrajowy Zjazdu Straży Ogniowych z Królestwa Polskiego. Wygłosił na nim referat „Przyszła organizacja straży ogniowych w odrodzonej Polsce”. Brał także czynny udział w międzynarodowym ruchu strażackim.
W 1918 wziął czynny udział w walce zbrojnej z okupantem niemieckim, za co został odznaczony Krzyżem Walecznych. Został przyjęty do Wojska Polskiego w charakterze urzędnika wojskowego w VII randze. 20 stycznia 1925 został przemianowany na oficera rezerwy z równoczesnym przeniesieniem do pospolitego ruszenia z dniem 1 stycznia 1925, w korpusie oficerów inżynierii i saperów, w stopniu podpułkownika.
Był twórcą struktur ochrony i bezpieczeństwa przeciwpożarowego. W następnych latach podobne struktury tworzył w resorcie komunikacji (1926–1937) i w przemyśle cukrowniczym. Zmarł nagle w wieku 72 lat, 26 stycznia 1939 roku. Pochowany został na cmentarzu Wojskowym na Powązkach w Warszawie (kwatera A17-1-18).

## Publikacje
W roku 1909 opublikował pionierski podręcznik dla strażaków „Walka z pożarem”. Łącznie napisał około 30 książek, w tym 7-tomową „Obronę przed pożarami”, która wzbudziła duże zainteresowanie również za granicą. W czasopiśmie „Przegląd Pożarniczy” opublikował ponad 130 artykułów, łącznie z głośnym projektem Szkoły Pożarniczo-Budowlanej w Warszawie (1924), wydanym następnie w postaci broszury. W latach 1927–1931 był redaktorem naczelnym pisma fachowego „Strażactwo Zawodowe”, adresowanego do oficerskiej kadry pożarniczej w Polsce.
Wybrane dzieła
- „Konie w Warszawskiej Straży Ogniowej”, Warszawa: „Przegląd Pożarniczy”, 1917
- „Projekt obrony pożarnej na przyłączonych przedmieściach”, Warszawa: 1917
- „Zorganizowanie ochrony przeciwpożarowej w Polsce zjednoczonej”, Warszawa: Związek Miast Polskich, 1919

Publikacje o Józefie Tuliszkowskim
- "Józef Tuliszkowski. Pionier polskiego pożarnictwa" – Wojciech Jabłonowski, Wydawnictwo Barwa i Broń, ISBN 83-903916-0-0

## Medal Honorowy im. Józefa Tuliszkowskiego
11 października 1993 komendant główny Państwowej Straży Pożarnej ustanowił Honorowy Medal im. Józefa Tuliszkowskiego, którym nagradza się osoby posiadające wybitne osiągnięcia z zakresu ochrony przeciwpożarowej oraz strażaków, szczególnie wyróżniających się podczas prowadzenia akcji gaśniczych.